# Perry White
Perry Jerome White è un personaggio dei fumetti statunitensi creato da Jerry Siegel (testi) e Joe Shuster (disegni), pubblicato dalla DC Comics. La sua prima apparizione avviene in Superman (Vol. 1) n. 7 (novembre 1940). 
Perry White è il caporedattore del quotidiano di Metropolis Daily Planet, caratterizzato come un individuo stoico, dotato di standard etici e giornalistici molto elevati, nonché promotore di una linea editoriale votata alla costante ricerca di giustizia e verità, raffigura l'immagine archetipica del capo severo, intransigente ed irascibile ma imparziale che puntualmente collabora in prima persona alle inchieste dei suoi dipendenti Clark Kent, Lois Lane e Jimmy Olsen.
Il personaggio è inoltre noto per le caratteristiche esclamazioni "Per il fantasma del Grande Cesare!" (Great Caesar's ghost!) e "Non chiamarmi capo!" (Don't call me chief!).

## Storia editoriale
Il personaggio di Perry White è stato concepito per il radiodramma The Adventures of Superman, trasmesso dal 12 febbraio 1940 al 1° marzo 1951, dove è stato doppiato da Julian Noa ed ha esordito nel secondo episodio, "Clark Kent, Reporter", trasmesso il 14 febbraio 1940. Il personaggio è successivamente stato introdotto nei fumetti dal n. 7 del primo volume di Superman, datato novembre 1940, in una storia scritta da Jerry Siegel ed illustrata da Joe Shuster, andando a sostituire la figura del capo di Clark Kent nelle storie pubblicate fino ad allora, George Taylor del Daily Star, da allora ribattezzato Daily Planet, sebbene per tale repentino cambiamento non venga data alcuna spiegazione a livello narrativo fino ad Action Comics (Vol. 1) n. 484 (giugno 1978), in cui viene stabilito che Perry sia il direttore del Planet su Terra-Uno, mentre Taylor dello Star su Terra-Due.

## Biografia del personaggio

### Pre-Crisi
Nato a Metropolis, New York, Perry White ha praticato la boxe negli anni del liceo e militato nella United States Army col grado di colonnello durante la Guerra di Corea prima di diventare un giornalista freelance per cari quotidiani, incluso un giornale di Chicago e la Gotham Gazette di Gotham City. Nel corso della sua carriera, Perry ha vinto tre volte il Premio Pulitzer, per aver ottenuto la prima intervista in assoluto con Superboy per averlo convinto a rivelare al pubblico di essersi trasferito a Metropolis divenendo Superman e per aver ottenuto un esclusiva col gruppo terroristico dell'Esercito del Domani.
Dopo il pensionamento di George Taylor, Perry diviene il caporedattore del Daily Planet nello stesso periodo in cui Clark Kent finisce il suo ultimo anno di college, motivo per cui questi, ricordandosi di lui dalle interviste concessegli in passato, si fa assumere alla redazione del giornale.
Quando Morgan Edge acquista il Daily Planet iniziando a ricoprire la maggior parte delle mansioni di Perry i due entrano aspramente in conflitto.

### Post-Crisi
Nell'Universo DC generato in seguito a Crisi sulle Terre infinite, Perry White è nato nel malfamato quartiere di Metropolis Suicide Slum, e cresciuto in una famiglia di umili condizioni e diventando l'unico amico d'infanzia di Lex Luthor; da sempre appassionato di giornalismo, a diciassette anni inizia a lavorare come fattorino al Daily Planet per poi diventare fotografo, giornalista e caporedattore del quotidiano, tuttavia i suoi rapporti con Lex si deteriorano inesorabilmente perché quest'ultimo, divenuto CEO della LexCorp, cerca di acquistare e chiudere il giornale oltre a rivelare di aver avuto una relazione con Alicia, la moglie di Perry, e di essere il padre biologico di loro figlio Jerry. Dopo aver perdonato la moglie e salvato il Planet assumendo la carica di direttore generale Perry diviene uno dei maggiori oppositori di Luthor e la sua società.
Poco incline alla burocrazia della sua mansione dirigenziale, nel corso dei successivi quarant'anni della sua carriera, oltre a fare da mentore e punto di riferimento per i dipendenti del Planet con la purezza della sua linea editoriale, Perry continua a dirigere le squadre di giornalisti e a scrivere in prima persona articoli ed editoriali. Assume Lois Lane come giornalista investigativa quando quest'ultima aveva solo 15 anni intuendone le grandi capacità, il mite giornalista di Smallville Clark Kent poiché impressionato dalla sua capacità di riuscire a intervistare Superman prima di chiunque altro, l'esuberante fotografo e aspirante giornalista Jimmy Olsen, l'editorialista di cronaca rosa di Los Angeles Cat Grant. e il giornalista politico Ron Troupe mentre l'assunzione dell'ex-giocatore dei Metropolis Meteors Steve Lombard viene imposta da Morgan Edge.
Vari retcon negli anni successivi hanno stabilito poi che Lex Luthor sia cresciuto a Smallville con Clark Kent e Lana Lang, riscrivendo completamente la motivazione personale dell'inimicizia tra lui e Perry.
Dopo la morte di suo figlio Jerry per mano di Angelica Blaze, Perry e Alicia attraversano un periodo di crisi al termine del quale adottano un ragazzo afroamericano orfano di nome Keith Parks, che presto assume a sua volta il cognome White. Tempo dopo si scopre malato di cancro ai polmoni ed è costretto ad abbandonare il suo incarico per dedicarsi alla terapia, riuscendo a migliorare tanto da prendere parte al matrimonio tra Clark Kent e Lois Lane per poi andare in remissione.
Contemporaneamente a tutto ciò il Daily Planet attraversa una serie di difficoltà finanziarie, tanto che il suo proprietario, Franklin Stern, si trova costretto a venderlo a Lex Luthor, che finisce per smantellarlo e infine rivenderlo per il valore simbolico di un dollaro a Bruce Wayne, che lo fa risorgere dando il pieno controllo editoriale a Perry.

### New 52eRinascita
In seguito agli eventi di Flashpoint l'Universo DC viene completamente riscritto e rilanciato. Nella nuova realtà narrativa Perry è nuovamente il caporedattore del Daily Planet, che tuttavia fa parte del conglomerato mediatico Planet Global Network, la cui editrice è Belinda "Izzy" Izquierdo. Nel momento in cui Superman è costretto a rivelare la sua identità segreta al mondo intero per evitare una cospirazione volta a ricattarlo, Perry si infuria e lo accusa di aver lavorato per il quotidiano solo per trarre profitto dalle sue stesse pubblicazioni. Tuttavia, dopo la morte del Superman di questo nuovo universo ha luogo un'altra riscrittura della realtà con Rinascita, Mister Mxyzptlk rimuove tale rivelazione dalla memoria del mondo intero e, nonostante Superman riveli nuovamente la sua doppia identità a Perry, Manchester Black cancella tale ricordo dalla mente dell'uomo. Successivamente Perry si candida come sindaco di Metropolis vincendo le elezioni.

## Altre versioni

### Superman: Red Son
Nella realtà di Superman: Red Son Perry White compare come caporedattore del Daily Planet prima di ritirarsi e lasciare la carica a Lois Lane.

### All-Star Superman
Nella miniserie All-Star Superman, Perry White è uno dei personaggi secondari di supporto alle vicende.

## Altri media

### Cinema
- Perry White è stato interpretato al cinema per la prima volta da Pierre Watkin in Superman (1948) e nel suo sequel Atom Man vs. Superman (1950).
- Nella prima serie cinematografica, Perry White è interpretato da Jackie Cooper, con la voce italiana di Luciano De Ambrosis (Gigi Angelillo nell'edizione estesa) e Renato Mori (quarto film), in Superman (1978), Superman II (1980), Superman III (1983) e Superman IV (1987), mentre nel prosieguo del 2005 Superman Returns da Frank Langella, con la voce italiana di Rodolfo Bianchi.
- Nel film d'animazione Superman: Brainiac Attacks, Perry White è doppiato da George Dzundza.[46]
- Il personaggio compare in Superman: Doomsday - Il giorno del giudizio, doppiato da Ray Wise[46] con la voce italiana di Bruno Alessandro.
- Perry White compare in All Star Superman, doppiato da Ed Asner.[46]
- In Superman vs. The Elite il personaggio è doppiato da Fred Tatasciore.[46]
- Il personaggio, doppiato da Wade Williams, compare in Superman: Unbound.[46]
- Nel DC Extended Universe (DCEU) Perry White è interpretato da Laurence Fishburne con la voce italiana di Massimo Corvo, questa versione è la prima in cui il personaggio è interpretato da un attore afroamericano.[47][48] Il personaggio appare ne L'uomo d'acciaio (2013) e Batman v Superman: Dawn of Justice (2016).
- Perry White, doppiato da Rocky Carroll, compare nel film DCAMU The Death of Superman e nel suo sequel Il regno dei Superman.[46]
- Tom Kenny dà la voce al personaggio in Lego DC: Shazam contro Black Adam.[49][46]
- Perry White, doppiato da Piotr Michael, compare in Superman: Man of Tomorrow.[46]
- Il personaggio fa un'apparizione muta in Injustice.
- In Scooby-Doo e Krypto! Perry White è nuovamente doppiato da Tatasciore.[50][51][46]
- Nel franchise del DC Universe (DCU) Perry White, interpretato da Wendell Pierce con la voce italiana di Massimo Corvo, compare in Superman (2025),[52][53] tale versione rappresenta la seconda volta in cui il personaggio è interpretato da un attore afroamericano.

### Televisione

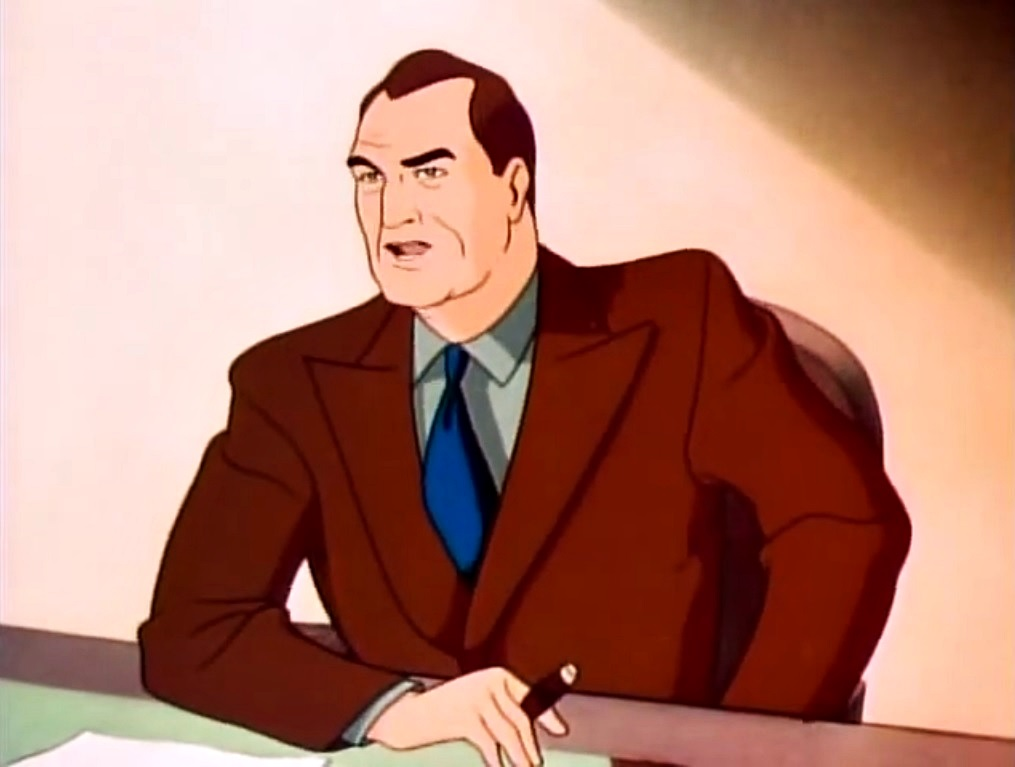
Perry White nella serie animata degli anni quaranta.

- La prima apparizione televisiva live-action del personaggio avviene in Adventures of Superman, dove è interpretato da John R. Hamilton.
- Nella serie animata di degli anni quaranta e in quella degli anni sessanta Perry White è doppiato da Jackson Beck.
- Il personaggio compare, doppiato da William Woodson, ne I Superamici.
- Stanley Ralph Ross dà la voce al personaggio in Superman.
- Nella prima stagione di Superboy Perry White viene menzionato come zio di uno dei personaggi protagonisti, T.J. White.
- Il personaggio, doppiato da George Dzundza, ha un ruolo ricorrente della serie animata DCAU Superman e successivamente compare in cameo muti in vari episodi di Justice League.[46]
- Perry White, interpretato da Lane Smith con la voce italiana di Tony Orlandi (prima stagione) e Vittorio Congia (dalla seconda), compare nella serie televisiva Lois & Clark - Le nuove avventure di Superman, dove viene caratterizzato come un baby boomer, fan di Elvis Presley e in crisi coniugale con la moglie Alice.
- Nella serie televisiva Smallville Perry White, interpretato da Michael McKean con la voce italiana di Oliviero Dinelli (prima stagione) e Ennio Coltorti (nona e decima stagione), è un personaggio ricorrente presentato inizialmente come un giornalista caduto in disgrazia dopo aver pestato i piedi alla famiglia Luthor, che successivamente inizia una relazione con Martha Kent e, nel finale della serie, diventa direttore del Daily Planet.
- Perry White, doppiato da Richard McGonagle, compare in Batman: The Brave and the Bold.[46]
- In Justice League Action, il personaggio è doppiato da Piotr Michael.[46]
- Nell'episodio pilota di Superman & Lois Perry White viene interpretato da Paul Jarrett.
- In My Adventures with Superman viene presentata una versione afroamericana del personaggio, doppiata da Darrell Brown.[54][55][56][57][46]
- Nella quinta stagione di Harley Quinn Perry White è doppiato da Alan Tudyk.

### Videogiochi
Perry White appare nei seguenti videogiochi:
- Superman (1987).
- Superman: Shadow of Apokolips (2002) dove è doppiato da George Dzundza.[46]
- Scribblenauts Unmasked: A DC Comics Adventure (2013).[58]
- LEGO Dimensions (2015) dove è doppiato da Brian Bloom.
- LEGO DC Super-Villains (2018) dove è doppiato da Fred Tatasciore.

### Varie
- Perry White compare per la prima volta, doppiato da Julian Noa, nel serial radiofonico The Adventures of Superman.
- Nel musical del 1966 It's a Bird... It's a Plane... It's Superman il personaggio è interpretato da Allen Ludden.
- Il personaggio appare in un cameo nel secondo albo del tie-in a fumetti di Superboy, datato marzo 1990.
- Perry White compare nella miniserie DC Universe Online: Legends, tratta dall'omonimo MMORPG[59][60] dove ottiene poteri criocinetici e diventa un metaumano di nome Frost.[61][62]
- Il personaggio appare nel tie-in a fumetti di Young Justice.[63]